# Cultura dos Emirados Árabes Unidos
A cultura dos Emirados Arabes Unidos é diversificada assim como sua sociedade. A população histórica do país como uma pequena comunidade tribal foi alterada com a chegada de outros nacionais - primeiro pelos iranianos em 1810 e, mais tarde, por indianos e paquistaneses na década de 1960.
A influência da cultura islâmica, persa e árabe em sua arquitetura, música, vestuário, cozinha e estilo de vida também são proeminentes. Cinco vezes por dia, os muçulmanos são chamados a oração dos minaretes das mesquitas, espalhadas por todo o país. O fim de semana começa na sexta-feira, porque a sexta-feira é o dia mais sagrado para os muçulmanos. A maioria dos países muçulmanos tem um fim de semana de sexta-feira a sábado ou quinta-feira.
A cidade de Al Ain em Abu Dhabi é um Patrimônio Mundial da UNESCO. Em 1998, o Emirado de Sharjah foi nomeado pela UNESCO "A capital cultural do mundo árabe" em 1998 e a "capital da cultura islâmica para 2014" pela OIC.

## Arquitetura

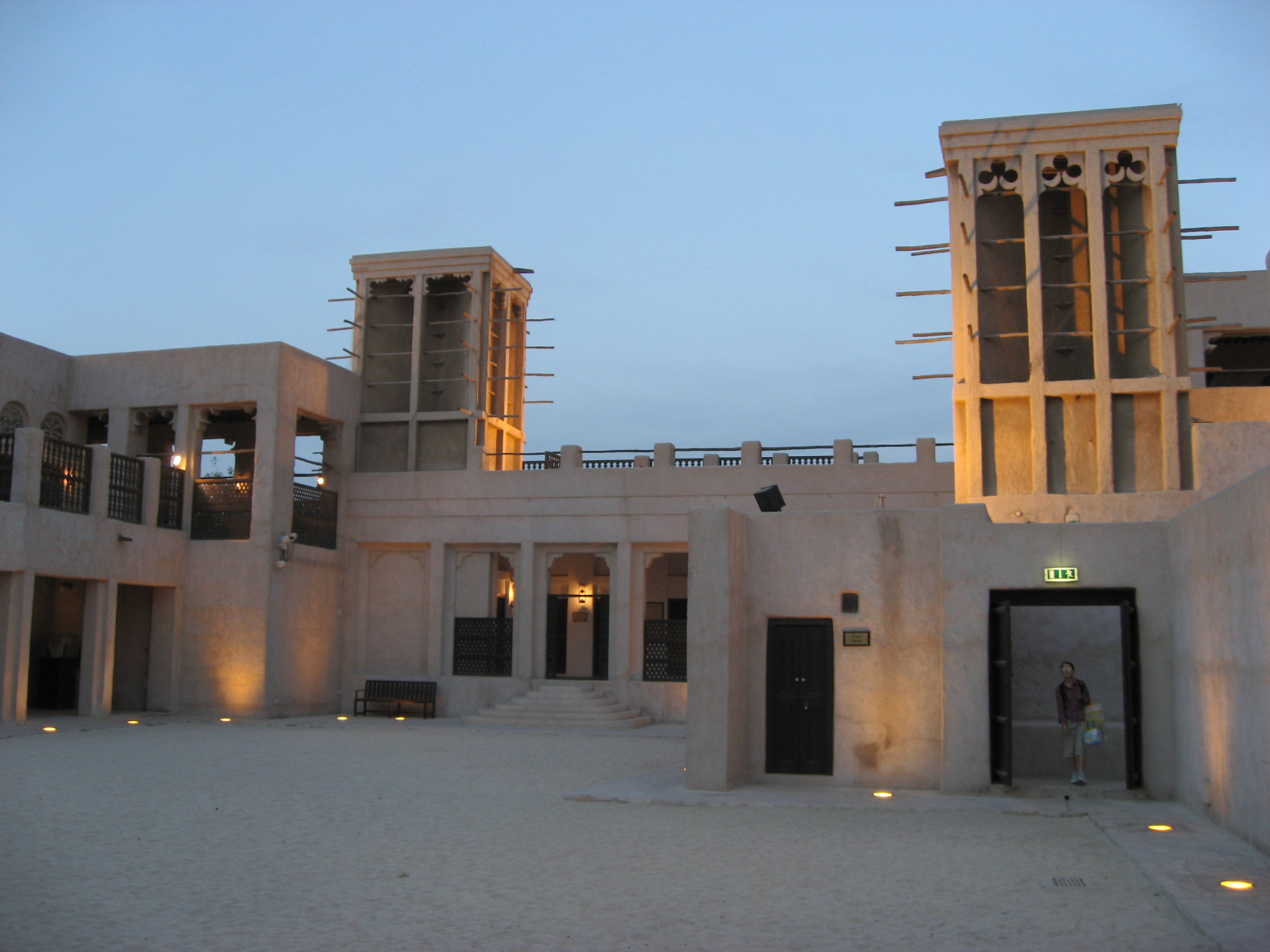
Torres de vento, no Dubai

A arquitetura dos Emirados Árabes Unidos é inspirada na arquitetura islâmica, arquitetura árabe e arquitetura persa. A arquitetura inspirada árabe e persa faz parte da expressão da identidade local de Emirati. Por exemplo, o "barjeel" tornou-se uma marca de identificação da arquitetura tradicional de Emirati e é atribuído à influência persa.

## Desporto
O futebol é o esporte mais popular nos Emirados Árabes Unidos. Os clubes de futebol de Emirati Al-Ain, Al-Wasl, Al-Shabbab ACD, Al-Sharjah, Al-Wahda e Al-Ahli são as equipas mais populares e desfrutam da reputação de campeões regionais de longa data. As grandes rivalidades mantêm as ruas dos Emirados Árabes Unidos energizadas à medida que as pessoas enchem as ruas quando seu time favorito ganha. A equipa de futebol nacional dos Emirados Árabes Unidos se classificou para a Copa do Mundo da FIFA em 1990 com o Egito. Foi a terceira Copa do Mundo consecutiva com dois países árabes que se classificaram, depois do Kuwait e da Argélia em 1982, e o Iraque e a Argélia novamente em 1986. Os Emirados Árabes Unidos também ganharam recentemente a Copa das Nações do Golfo realizada em Abu Dhabi, em janeiro de 2007.
Cricket é um dos esportes mais populares nos Emirados Árabes Unidos, em grande parte devido à população expatriada do subcontinente indiano. Nos Emirados Árabes Unidos, existem 3 estádios internacionais do Cricket. Neles já ocorreram muitos jogos internacionais de cricket.
Os Emirados Árabes Unidos estão se tornando rapidamente a capital do jiu-jitsu brasileiro ou Jiu Jitsu no mundo. É uma arte marcial com foco em lutas. A equipa nacional, os adultos e particularmente os juvenis / adolescentes frequentemente competem e ganham eventos tanto a nível local como internacional. O ápice do esporte está na competição anual World Pro Abu Dhabi, onde 100 concorrentes de todo o mundo competem por grandes prémios em dinheiro e serão coroados pelo campeão World Pro em diferentes cinturões e divisões de peso. Também faz parte do currículo escolar do governo no emirado de Abu Dhabi, com milhares de meninos e meninas que participam a partir do 6º ano.
Outros esportes populares incluem corridas de camelo, falcoaria, equitação e tênis.

## Revistas sobre cultura
- The Vision é uma revista do Dubai que apresenta a perspectiva do país em termos de cultura, arte, musica, negócios e sobre a vida em geral no emirado.[6]
- Brownbook, com base no Dubai, é um guia de estilo de vida urbano que se foca na arte, design, e viagens pelo médio oriente e norte de África.[7]
- Canvas é uma revista bi-mensal internacional dedicada à arte e cultura do médio oriente e do mundo árabe.[8]
- Bidoun é uma revista que aborda a arte e a cultura do médio oriente.[9]